# Павло (Овлучинський)
Павло Овлучинський гербу Сухекомнати, іноді Овлочинський (пол. Paweł Owłóczyński herbu Suchekomnaty; 1600 — 11 січня 1649) — церковний діяч, василіянин, єпископ-коад'ютор Перемишльсько-Самбірсько-Сяноцької єпархії Руської унійної церкви.

## Життєпис
Походив зі шляхетського роду Овлучинських. Після складення вічних обітів у Василіянському Чині вивчав філософію у єзуїтській колегії в Браунсбергу (прибув 24 серпня 1620 року у 20-річному віці), а на богослов'я переведений до єзуїтської колегії у Вільні (зафіксоване його перебування там у 1627—1628 роках).
У спільному листі ієрархії Руської унійної церкви до кардинала-префекта Конгрегації Поширення Віри (від 1 березня 1637 року) підписаний як архимандрит Кобринський, єпископ-номінат Самбірський і коад'ютор Перемишльський. 4 березня 1638 року згаданий як коад'ютор Перемишля і єпископ Самбірський.
Помер 11 січня 1649 року.